# سعال الكلاب

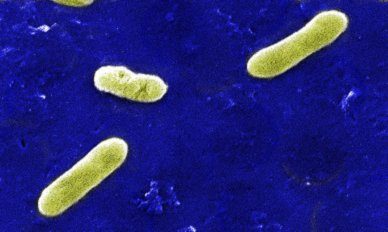

سعال الكلاب المعروف أيضاً باسم الداء التنفسي الكلبي العدوائي والمعروف سابقاً باسم التهاب القصبات التنفسية العدوائي الكلبي  هو عدوى في الجهاز التنفسي العلوي تصيب الكلاب. هناك عدة عوامل مسببة إلا أن أكثرها شيوعًا هي البورتيديلا المنتنة للقصبات (موجودة في 78.7% من الحالات في جنوب ألمانيا) تليها فيروسات نظيرة الإنفلونزا الكلبية (في 37.7% من الحالات) وبدرجة أقل فيروسات الكورونا الكلبية (9.8% من الحالات). هذا المرض معدٍ بشدة  إلا أن الكلاب البالغة تظهر مقاومة ضد الإصابة المعاودة حتى في حالات التعرض المستمر. سُمّي هذا المرض بسعال الكلاب نظراً لأنه ينتشر بسرعة بين الكلاب في الأماكن القريبة من بيوت التربية أو مأوى الحيوانات.
تنتشر العوامل الفيروسية والبكتيرية المسببة لسعال الكلاب من خلال القطرات المحمولة بالهواء الناتجة عن العطاس أو السعال. كما تنتشر هذه العوامل أيضاً عن طريق ملامسة الأسطح الملوثة. تظهر الأعراض بعد فترة حضانة عدة أيام بعد التعرض ويكون المرض محدداً لذاته في معظم الحالات. مع ذلك يمكن أن تتطور العدوى المختلطة أو الثانوية إلى إصابة في الجهاز التنفسي السفلي مثل ذات الرئة وذلك لدى الجراء الصغيرة أو الحيوانات التي تعاني نقصاً في المناعة.

## الأعراض
تبلغ فترة الحضانة 5-7 أيام (تتراوح بين 3 لـ 10 أيام). وتشمل الأعراض سعالًا شديدًا وجافًا أو عطاسًا أو تهوعًا أو تقيؤًا استجابة للضغط الخفيف في الرغامى أو بعد الإثارة أو الجهد، يتنوع وجود الحمى من عدمها بين حالة وأخرى.

### أنماطه
بالرغم من أن سعال الكلاب يعتبر مرضًا متعدد العوامل إلا أن له نمطين رئيسيين. النمط الأول وهو أخف تسببه البورتيديلا المنتنة للقصبات وفيروسات نظيرة الإنفلونزا الكلبية دون مضاعفات من الإصابة بفيروس حمى الكلاب (CDV) أو الفيروسات الغدية الكلبية (CAV)، عادةً ما يحصل هذا النمط في فصل الخريف ويمكن تمييزه بأعراض مثل السعال الإقيائي أو الإقياء. يشتمل النمط الثاني على مزيج أكثر تعقيداً من العوامل المسببة بما فيها (CDV) و (CAV) ويصيب الكلاب التي لم يتم تلقيحها كما أنه غير موسمي. الأعراض أشد من النمط الأول وتشمل التهاب أنف والتهاب ملتحمة والحمى بالإضافة إلى السعال المتقطع.

## الانتقال
تبقى الإصابة الفيروسية مثل الإصابة بالفيروسات نظيرة الإنفلونزا أو الكورونا معدية لمدة أسبوع بعد الشفاء إلا أن الإصابة بالبورتيديلا المنتنة للقصبات تبقى معدية لعدة أسابيع بعد الشفاء. بالرغم من وجود أدلة تشير إلى أنه يمكن أن تتناثر البورتيديلا المنتنة للقصبات لعدة أشهر بعد الإصابة إلا أن التقارير الأحدث أشارت إلى أن مستويات البورتيديلا المنتنة للقصبات القابلة للكشف في الأنف والبلعوم تبلغ حوالي 45.6% من جميع الكلاب السليمة سريرياً. هذا أدى إلى توسيع مجال النقل من الكلاب المصابة حالياً أو التي أصيبت من فترة قريبة إلى نصف عدد الكلاب كحملة للعدوى. لوضع المستويات النسبية للبكتيريا المتناثرة في منظورها الصحيح، تقول دراسة لتحليل حركيات تناثر بكتيريا البورتيديلا المنتنة للقصبات إن أعلى مستويات تناثر كانت بعد أسبوع واحد من التعرض مع تناقص ملحوظ في مستويات التناثر بعد كل أسبوع. بناءً على هذا الإسقاط فإن مستويات التناثر المتوقعة بعد ستة أسابيع بعد التعرض (أو ما يقارب خمسة أسابيع بعد ظهور الأعراض) كانت قليلة. أظهرت الكلاب التي أعطيت لقاحًا داخل الأنف قبل أربعة أسابيع من تحفيز الالتهاب بالبورتيديلا مستويات قليلة أو معدومة من التناثر البكتيري خلال ثلاثة أسابيع من التعرض للسلالة الحادة.

## العلاج والوقاية
تعطى المضادات الحيوية في حال وجود إصابة بكتيرية كما يمكن إعطاء مثبطات السعال في حال وجود سعال غير منتج. وغالباً ما تعطى مضادات الالتهاب غير الستيرويدية للحد من الحمى والتهابات الجهاز التنفسي العلوي. تتم الوقاية من خلال إعطاء لقاح الفيروسات الغدية الكلبية والبورتيديلا وحمى الكلاب والفيروسات نظيرة الإنفلونزا. أفضل وسيلة للوقاية في مأوى الكلاب هي إبقاء جميع الأقفاص مطهرة. في بعض الحالات كما في أماكن الرعاية اليومية للكلاب أو في بيئات الإيواء غير التقليدية لا تكون المشكلة في تعقيم أو تنظيف الأماكن بل غالباً ما تكون منتقلة بالهواء إذ إن الكلاب على تماس بلعاب ونفس بعضها البعض. وعلى الرغم من أن معظم أماكن إيواء الكلاب تتطلب دليلاً على التلقيح، إلا أن التلقيح لا يؤمن الوقاية الكاملة. تماماً كما في حالة الإنفلونزا البشرية إذ حتى بعد تلقي اللقاح لا يزال الكلاب قابلاً للإصابة بالسلالات الطافرة أو السلالات الأقل خطورة.

## اللقاح
لزيادة فعالية اللقاح يجب إعطاؤه في أقرب وقت ممكن بعد دخول الكلب منطقة عالية الخطورة مثل الملجأ، ويتطلب تطور المناعة الجزئية 10-14 يوم. يمكن الاستمرار بإعطاء لقاح الفيروسات نظيرة الإنفلونزا الكلبية ولقاح البورتيديلا المنتنة للقصبات بشكل روتيني وخاصة في فترات تفشي سعال الكلاب. هناك عدة طرق لإعطاء اللقاح بما فيها الطريق الوريدي وعن طريق الأنف  ويوصى بإعطائه عن طريق الأنف في حال كان التعرض وشيكاً وذلك لتطبيق وقاية أسرع وأكثر موضعية. تم تطوير العديد من اللقاحات الأنفية التي تحتوي مستضدات الفيروسات الغدية الكلبية والفيروسات نظيرة الإنفلونزا الكلبية والبورتيديلا المنتنة للقصبات. ولكن لم تتمكن الدراسات إلى حد الآن من تحديد السواغ الأكثر فاعلية. الآثار الجانبية الضارة للقاح خفيفة ولكن التأثير الأكثر شيوعاً الذي تمت ملاحظته بعد 30 يوماً من إعطاء اللقاح هو المفرزات الأنفية. اللقاحات ليست فعالة دائماً إذ وجد في أحد الدراسات أن 43.3% من جميع الكلاب التي تمت دراستها والمصابة بأمراض الجهاز التنفسي قد تم تلقيحها مسبقاً.

## المضاعفات
عادةً ما تتعافى الكلاب المصابة بالسعال خلال عدة أسابيع ومع ذلك فإن الإصابة الثانوية قد تتسبب بمضاعفات أخطر من المرض بحد ذاته. تم عزل العديد من العداوى الانتهازية من السبيل التنفسي للكلاب المصابة بسعال الكلاب بما فيها العقديات والباستوريلا والزوائف الزنجارية والعديد من البكتيريا القولونية. هذه الجراثيم لديها القدرة على التسبب بذات الرئة أو إنتان الدم ما يزيد من شدة المرض بشكل كبير. تكون هذه المضاعفات واضحة في صورة الصدر الشعاعية. وتكون النتائج خفيفة عادة لدى الكلاب المصابين بالسعال المعزول في حين أن الكلاب المصابة بمضاعفات يحصل لديها انخماص جزئي أو آثار جانبية حادة أخرى.